# Machimus novaescotiae
Machimus novaescotiae là một loài ruồi trong họ Asilidae. Machimus novaescotiae được Macquart miêu tả năm 1847.